# Erich Diestel
Erich Diestel (né le 8 novembre 1892 à Deutsch Eylau et mort le 3 août 1973 à Bad Wiessee) est un Generalleutnant allemand au sein de la Heer dans la Wehrmacht pendant la Seconde Guerre mondiale.
Il a reçu la croix de chevalier de la croix de fer. Cette décoration est attribuée pour un acte d'une extrême bravoure sur le champ de bataille ou un commandement avec un succès militaire certain.

## Biographie
En 1912, il s'engage dans l'armée prussienne et le 18 août 1913, il est promu lieutenant dans le 35e régiment de fusiliers.
Erich Diestel est capturé par les forces alliées en mai 1945 (25. Armee) et maintenu en captivité jusqu'en 1947.

## Promotions
| Fähnrich        | 9 avril 1912     |
| Leutnant        | 18 août 1913     |
| Oberleutnant    | 1er mai 1922     |
| Hauptmann       | 1er mai 1927     |
| Major           | 1er octobre 1934 |
| Oberstleutnant  | 1er avril 1937   |
| Oberst          | 1er juin 1940    |
| Generalmajor    | 1er août 1942    |
| Generalleutnant | 1er août 1943    |

## Décorations
- Croix de fer (1914)
  - 2e classe (7 octobre 1914)
  - 1re classe (19 février 1917)
- Insigne des blessés (1914)
  - en Noir (12 septembre 1918)
- Croix d'honneur
- Agrafe de la croix de fer (1939)
  - 2e Classe (octobre 1939)
  - 1re Classe (31 mai 1940)
- Médaille du Front de l'Est (11 juillet 1941)
- Croix allemande en Or (2 janvier 1942)
- Croix de chevalier de la croix de fer
  - Croix de chevalier le 8 octobre 1944 en tant que Generalleutnant et commandant de la 346. Infanterie-Division[1]
- Mentionné dans le bulletin radiophonique Wehrmachtbericht (10 septembre 1944)